# Покемон (аниме)
«Покемо́н» (яп. ポケットモンスター покэтто монсута:, англ. Pokémon, от англ. Pocket Monster — карманный монстр) — аниме, снятое по мотивам одноимённой серии видеоигр и являющееся частью медиафраншизы «Покемон». Премьера первой серии «Покемон! Я выбираю тебя!» прошла 1 апреля 1997 года в Японии на телеканале TV Tokyo. С тех пор вышло 25 сезонов и более 1000 серий. Кроме того, каждый год выходят полнометражные фильмы, дополняющие и расширяющие сюжет аниме.
Действие сериала происходит в вымышленной вселенной, выполненной в антураже альтернативной современности. В этом мире живут существа, обладающие сверхъестественными способностями, — покемоны. Люди, называющиеся тренерами покемонов, тренируют их для сражений с покемонами других тренеров: в определённой степени битвы покемонов напоминают спортивные состязания. Бои проходят до момента, пока один из покемонов не падает без сознания или его тренер не сдаётся, — до смерти схватки не происходят никогда. Как правило, сильные и опытные тренеры пользуются уважением.
Главный герой первых 25 сезонов — тренер покемонов Эш Кетчум. Вместе со своим первым покемоном Пикачу (в то время как их спутники на протяжении всего аниме постоянно менялись), другими своими покемонами и друзьями-тренерами Эш путешествует по миру, чтобы стать Мастером Покемонов — самым лучшим из тренеров всех времён. Начиная с 26 сезона у сериала совершенно новые главные персонажи — девочка Лико и мальчик Рой, путешествующие по миру в поисках Лакуа, легендарного рая покемонов.
Аниме приобрело всемирную популярность и транслируется в 74 странах мира.

## Мир
Вымышленная вселенная «Покемона» выполнена в антураже альтернативной современности, но в этом мире живут особые существа — покемоны. Покемоны в меру разумны, некоторые умеют разговаривать. Они бывают разных видов (на момент июля 2021 года по играм, манге и аниме их известно 893) и обладают сверхъестественными способностями: у разных видов они разные, помимо этого, они могут принадлежать к различным типам — к категориям по стихийной принадлежности. От типа покемона зависит то, способности какой стихии присутствуют у него, а также то, против атак какого типа он устойчив или слаб: например, огненному покемону атаки травяного или ледяного типа нанесут несущественный урон, но при этом он будет слаб против водных или каменных атак. Возможна принадлежность покемона сразу к двум типам, при этом он сохраняет ряд их особенностей. При определённых условиях покемон может эволюционировать — преобразоваться в развитую форму, которая является сильнее предыдущей и считается отдельным видом.
Люди, называющие себя тренерами покемонов, подготавливают покемонов для сражений с покемонами других тренеров. Непосредственно сами тренеры не принимают участия в боях: сражаются только покемоны, которым хозяева дают команды, какую атаку или способность применить. Бои проходят до момента, пока все покемоны одного из тренеров не падают без сознания или один из тренеров не сдаётся, так как до смерти схватки не происходят никогда. Хорошим тренером считается тот, кто хорошо заботится о своих покемонах, — аллюзия на заботу людей о домашних животных. Новых покемонов тренеры обычно получают, ловя их на воле: тренер с помощью своих покемонов побеждает дикого покемона, а затем кидает в него покебол — карманное устройство в виде шара для переноски даже самых больших покемонов. Если дикий покемон не вырвется из покебола, то он переходит к тренеру. Покемонов можно иметь сколько угодно, но при себе можно носить максимум шесть особей, остальные находятся в специальном хранилище, откуда их в любой момент можно взять. Как правило, сильные и опытные тренеры пользуются уважением. Среди тренеров проходят соревнования по битвам покемонов, которые во многом напоминают спортивные состязания в реальном мире. Чтобы набраться опыта перед соревнованиями, тренеры отправляются в путешествие по миру. Никакой практической пользы тренировка покемонов не несёт, но она развивает в тренере ответственность, собранность, сострадание, умение планировать и работать в команде.

## Сюжет
| Сезон | Сезон | Название                          | Эпизоды | Эпизоды | Премьера на ТВ   | Премьера на ТВ   |
| Сезон | Сезон | Название                          | Эпизоды | Эпизоды | Премьера сезона  | Финал сезона     |
| ----- | ----- | --------------------------------- | ------- | ------- | ---------------- | ---------------- |
|       | 1     | Лига Индиго                       | 82      | 82      | 1 апреля 1997    | 21 января 1999   |
|       | 2     | Приключения на Оранжевых островах | 36      | 36      | 28 января 1999   | 7 октября 1999   |
|       | 3     | Путешествие в Джото               | 41      | 41      | 14 октября 1999  | 20 июля 2000     |
|       | 4     | Чемпионы Лиги Джото               | 52      | 52      | 3 августа 2000   | 2 августа 2001   |
|       | 5     | Путь Мастера                      | 65      | 65      | 9 августа 2001   | 14 ноября 2002   |
|       | 6     | Новое поколение                   | 40      | 40      | 21 ноября 2002   | 28 августа 2003  |
|       | 7     | Новое испытание                   | 52      | 52      | 4 сентября 2003  | 2 сентября 2004  |
|       | 8     | Новое сражение                    | 53      | 53      | 9 сентября 2004  | 29 сентября 2005 |
|       | 9     | Боевой рубеж                      | 47      | 47      | 6 октября 2005   | 14 сентября 2006 |
|       | 10    | Алмаз и Жемчуг                    | 52      | 52      | 28 сентября 2006 | 25 октября 2007  |
|       | 11    | Боевое измерение                  | 52      | 52      | 8 ноября 2007    | 4 декабря 2008   |
|       | 12    | Галактические битвы               | 53      | 53      | 4 декабря 2008   | 24 декабря 2009  |
|       | 13    | Победители лиги Синно             | 34      | 34      | 7 января 2010    | 9 сентября 2010  |
|       | 14    | Чёрное и Белое                    | 48      | 48      | 23 сентября 2010 | 15 сентября 2011 |
|       | 15    | Судьбы соперников                 | 49      | 49      | 22 сентября 2011 | 4 октября 2012   |
|       | 16    | Приключения в Юнове и не только   | 45      | 45      | 11 октября 2012  | 26 сентября 2013 |
|       | 17    | XY                                | 48      | 48      | 17 октября 2013  | 30 октября 2014  |
|       | 18    | Приключения в Калосе              | 45      | 45      | 6 ноября 2014    | 22 октября 2015  |
|       | 19    | XYZ                               | 47      | 47      | 29 октября 2015  | 27 октября 2016  |
|       | 20    | Солнце и Луна                     | 43      | 43      | 17 ноября 2016   | 21 сентября 2017 |
|       | 21    | Ультраприключения                 | 49      | 49      | 5 октября 2017   | 14 сентября 2018 |
|       | 22    | Ультралегенды                     | 54      | 54      | 21 октября 2018  | 3 ноября 2019    |
|       | 23    | Приключения                       | 48      | 48      | 17 ноября 2019   | 4 декабря 2020   |
|       | 24    | Мастер-приключения                | 42      | 42      | 11 декабря 2020  | 10 декабря 2021  |
|       | 25    | Неповторимые приключения          | 57      | 57      | 17 декабря 2021  | 24 марта 2023    |
|       | 26    | Горизонты                         | 45      | 45      | 14 апреля 2023   | 29 марта 2024    |
|       | 27    | В поисках Лакуа                   | 29      | 29      | 12 апреля 2024   | TBA              |

Сюжет повествует о мальчике по имени Эш (яп. サトシ Сатоси) из Паллет-Тауна (другое название — Алабастия) (яп. マサラタウン Масара Таун), который мечтает стать Мастером Покемонов — самым лучшим из тренеров всех времён. В отличие от игр, его первым покемоном стал Пикачу (яп. ピカチュウ Пикатю:), в то время как в играх стартовые покемоны — Бульбазавр (яп. フシギダネ Фусигиданэ), Чармандер (яп. ヒトカゲ Хитокагэ) и Сквиртл (яп. ゼニガメ Дзэнигамэ). Вместе со своими друзьями, людьми и покемонами, Эш путешествует по регионам, помогает оказавшимся в затруднительном положении людям и покемонам, побеждает лидеров стадионов, собирает их значки и участвует в чемпионатах. В начале каждого сезона сериала Эш оставляет всех пойманных им покемонов у профессора Оука (яп. オーキド・ユキナリ博士 О:кидо Юкинари хакасэ, доктор Юкинари Окидо), кроме Пикачу, и начинает с самого начала. Примерно по такому плану происходит основной сюжет почти всех сюжетных арок. За героями по пятам следуют члены Команды R — Джесси (яп. ムサシ Мусаси), Джеймс (яп. コジロウ Кодзиро:) и Мяут (яп. ニャース Ня:су), которые намереваются похитить Пикачу у Эша, но раз за разом оказываются в пролёте.

### Покемон (1997—2023)
Мальчику по имени Эш из Паллет-Тауна исполнилось 10 лет, и он получил право тренировать покемонов. Своих первых покемонов начинающие тренеры получают у профессора Оука, одного из главных мировых авторитетов в исследовании покемонов. Эш мечтает стать Мастером Покемонов, самым лучшим тренером из всех живущих, и превзойти своего друга детства и соперника Гари (яп. シゲル Сигэру), внука профессора. Профессор Оук выдаёт одного из трёх покемонов на выбор: Чармандера, Сквиртла или Бульбазавра, но, так как Эш проспал раздачу покемонов и всех покемонов разобрали, профессор Оук выдаёт ему последнего оставшегося — Пикачу. Когда Эш отправляется вместе с Пикачу в город Виридиан (яп. トキワシティ Токива Сити), на них нападает стая разъярённых Спироу (яп. オニスズメ Онисудзумэ), от которой они вместе убегают. Убегая от Спироу, Эш угоняет велосипед рыбачившей рядом девочки и пытается увезти Пикачу от них, но падает с велосипеда и, пытаясь защитить своего покемона, прикрывает Пикачу своим телом. Пикачу, удивлённый самоотверженностью Эша, разгоняет Спироу ударом молнии, и с тех пор они становятся лучшими друзьями.
Придя в город Виридиан, Эш относит израненного Пикачу в Центр Покемонов и там его лечит. Здесь же он встречает ту самую девочку, у которой угнал велосипед — это Мисти (яп. カスミ Касуми). Она требует у Эша деньги за сломанный велосипед и говорит, что не отстанет от него, пока их не получит. Внезапно появляется Команда R — Джесси, Джеймс и Мяут. Они хотят похитить покемонов из Центра, но, после того, как Пикачу их одолевает, они начинают преследовать Эша, чтобы похитить его Пикачу. Чтобы участвовать в соревнованиях Лиги покемонов, нужно побеждать лидеров стадионов — сильных тренеров, и получить их значки как свидетельство о победе. В Пьютере Эш побеждает лидера стадиона Брока (яп. タケシ Такэси), получив свой первый значок, после этого Брок решает идти с ним. Вместе с Броком и Мисти Эш путешествует по региону Канто, побеждает лидеров стадионов, собирает их значки и ловит новых покемонов. Собрав восемь значков, Эш участвует в турнире Лиги покемонов на плато Индиго и проигрывает на стадии одной восьмой финала (1/8) своему другу Ричи, тем самым по результатам лиги Индиго становится одним из 16 лучших в ней.
После поражения на плато Индиго Эш возвращается в Паллет-Таун, там профессор Оук просит его отправиться к профессору Айви на Оранжевые острова за GS-болом — загадочным покеболом, который невозможно открыть. Когда профессор Айви отдаёт GS-бол Эшу, Брок остаётся у неё помогать по хозяйству, а Эш решает не возвращаться в Паллет-Таун, а отправиться в путешествие по Оранжевым островам, чтобы победить здешних лидеров, получить их значки и поучаствовать в турнире Оранжевой лиги. К Эшу и Мисти присоединяется наблюдатель покемонов Трэйси Скетчит, который мечтает познакомиться с профессором Оуком. Вместе они путешествуют по Оранжевым островам и доплывают до острова Помело, где Эш сражается с чемпионом Дрэйком. Эш побеждает Дрэйка и становится чемпионом Оранжевой лиги, а затем возвращается в Паллет-Таун.
В Паллет-Тауне друзей встречает Брок, а Трэйси остаётся в лаборатории профессора Оука в качестве помощника. Узнав, что его давний соперник Гэри отправился в регион Джото, Эш также решает туда отправиться. С ним идут Мисти и Брок. Путешествуя по Джото, Эш побеждает восьмерых лидеров стадионов, получает их значки и участвует в соревнованиях Серебряной конференции. На соревнованиях Эш побеждает Гари, чем сбивает с него спесь и заставляет его пересмотреть свою цель в жизни. Пройдя в четвертьфинал, Эш проигрывает тренеру по имени Харрисон, который после битвы рассказывает Эшу о регионе Хоэнн, куда Эш и решает отправиться после возвращения в Паллет-Таун. Но по пути в Паллет-Таун Мисти получает известие от своих сестёр, что они уезжают в кругосветное путешествие, и что она должна следить за стадионом в своём родном городе Церулине. Брока также семья просит вернуться. Эш оставляет всех покемонов, кроме Пикачу, в лаборатории у профессора Оука, и в одиночку отправляется в Хоэнн.
В сериале «Покемон: Новое Поколение» по прибытии в Хоэнн Эш встречает начинающего тренера Мэй, дочь лидера стадиона Нормана в городе Петалбурге, а затем и её младшего брата Макса, ещё не ставшего тренером покемонов. Мэй предпочитает Состязания покемонов битвам, и, таким образом, становится координатором покемонов. Впоследствии к друзьям присоединяется Брок и вместе они начинают новое путешествие по региону Хоэнн. Гари, бывший соперник Эша, перестаёт быть тренером покемонов и решает стать учёным. Тем временем Джованни, босс Команды R, посылает Джесси, Джеймса и Мяута в Хоэнн, чтобы они создали подразделение Команды R в этом регионе. Эш с друзьями противостоят местным преступным организациям Команда Магма и Команда Аква. В конце концов, собрав восемь значков Хоэнна, Эш участвует в турнире Лиги покемонов в Хоэнне, а Мэй — на состязаниях Гранд-фестиваля. Эш проигрывает в турнире, пройдя в четвертьфинал, и возвращается в родной Паллет-Таун.
В Паллет-Тауне Эша встречают его мама, а также его друзья — профессор Оук, Трэйси и Мисти. В тот же вечер в Паллет-Таун приезжают профессор Бёрч и Макс, а на следующий день Мэй и Брок. Эш и Мэй узнают о Боевом Рубеже и новых состязаниях в регионе Канто, и решают поучаствовать. Эш, Мисти, Брок, Мэй и Макс отправляются на Боевой Рубеж, когда группа проходит через Церулин, от группы отделяется Мисти и остаётся на своём стадионе. Эш сражается с семью Главами Рубежа, получая их символы как свидетельство о победе. Часто Эш использует в битвах против них покемонов, пойманных в оригинальном сериале. Когда Эш побеждает семерых Глав, ему предлагают также стать Главой Рубежа, но он отказывается, желая продолжить свой путь к становлению Мастером Покемонов. Макс возвращается в Хоэнн, а Мэй отправляется в Джото на состязания. Гари рассказывает Эшу про регион Синно, куда он и отправляется, оставив всех покемонов у профессора Оука, кроме Пикачу.
Хотя Эш планировал брать только Пикачу, за ним увязывается его Эйпом. Через несколько дней к Эшу присоединяется Брок, вместе они встречают начинающего координатора покемонов по имени Доун. У Эша появляется соперник по имени Пол, который, в отличие от Эша, ценит в покемонах только чистую силу и жестоко с ними обращается. Во время путешествия по Синно за значками Эш несколько раз встречает Гари, который помогает ему, и даже один раз встречает Мэй, приехавшую в Синно на состязания Кубка Уоллеса. Эш с друзьями противостоят преступному синдикату под названием «Команда Галактика». Команда Галактика наняла печально известную охотницу за покемонами по имени J, чтобы та ловила для них легендарных покемонов. С помощью чемпиона лиги Синно по имени Синтия, а также детектива Международной Полиции с кодовым именем Лукер, Эш, Доун и Брок побеждают Сириуса, лидера Команды Галактика. Доун собирает пять ленточек Синно и участвует в Большом Фестивале, где в упорной борьбе в финале проигрывает своей подруге и сопернице Зоуи. В Лиге Синно Эш входит в четвёрку лучших, проиграв в полуфинале умелому и могущественному тренеру Тобиасу, имевшему в напарниках легендарного и мифического покемонов — Даркрая и Латиоса, которых Эшу удалось одолеть, чего не удавалось никому. После участия Эша в Лиге Синно Эш, Доун и Брок расходятся, каждый своей дорогой. Брок возвращается в родной Пьютер, чтобы учиться на врача покемонов, Доун остаётся в Синно, чтобы фотографировать своего покемона Бунири как модель, а Эш отправляется в Паллет-Таун, чтобы отдохнуть и набраться сил для грядущих приключений.
Четвёртый сериал начинается тогда, когда Эш едет со своей мамой и профессором Оуком в регион Юнова. Оук отправляется туда, чтобы встретиться со своей коллегой профессором Джунипер, а Эш хочет поучаствовать в местном чемпионате. Встретив своего нового соперника, фотографа и тренера покемонов по имени Трип, Эш отправляется в путешествие вместе с двумя новыми друзьями: Айрис, тренером покемонов драконьего типа, и Сайланом, лидером стадиона города Стриатон, ценителем покемонов. Команда R также продолжает появляться, хотя и не так часто, как в предыдущих трёх сериалах. Герои противостоят Команде Плазма, ей также противостоит Команда R. Но, в конце концов, Эш проигрывает в четвертьфинале. Но на этом приключение не закончилось: Эш с друзьями, вместе с Детективом Лукером и тренером по имени Н, а также с небольшой помощью Команды R, сразились с Командой Плазма и спасли мир от уничтожения. Путешествуя вместе до Канто через острова Деколор, Эш с друзьями разошлись в разные стороны; Айрис пошла на путь становления Мастером Драконов, а Сайлан развивать свои навыки ценителя покемонов, а Эш отправился в регион Калос вместе с журналисткой Алексой.
Прибыв в Калос, Эш вместе с новыми друзьями — Клемонтом, лидером стадиона города Люмиос и изобретателем, и его младшей сестрой Бонни, решился попытать счастья в местном чемпионате. К ним позже присоединяется девочка Серена — подруга детства Эша с летнего лагеря покемонов профессора Оука в Канто, который тогда ей помог, и она решила пойти с ним, чтобы отблагодарить его, но осознаёт, что она влюбляется в него. На протяжении всего сезона она пытается признаться ему, но безуспешно. Через некоторое время у неё появляется мечта стать Королевой Калоса, удачно выиграв Демонстрации Покемонов. Команда R также продолжает появляться.
На покемона нападает очередная злобная организация, и после битвы с организацией — Z предпринимает тактическое отступление и разделяется на 3 части, часть которая является Ядром была найдена Бонни в её же сумке, когда Z решил там отдохнуть. И теперь Z путешествует с Эшом и его друзьями по региону Калос. Собрав 8 значков, Эш принимает участие в Лиге Калос, где получает 2-е место, проиграв Алану, помощнику профессора Сайкамора. Во время церемонии награждения, на Люмиос, в котором проходила Лига нападает преступная организация, известная как «Команда Пламя», напустив на город легендарного покемона Зайгарда, которого они подчинили себе. Благодаря поддержке друзей Эша, всех лидеров стадионов Калоса, чемпионов и Грениндзи Эша — угрозу удаётся остановить. После спасения региона Калос и всего мира от тотальной аннигиляции, пути Эша, Серены и Клемонта с Бонни разошлись: Серена отправилась в регион Хоэнн, изучать премудрости координатора покемонов (успев перед этим признаться Эшу в любви и поцеловать его), Клемонт и Бонни остались работать в стадионе Люмиоса, а Эш вернулся в родной Паллет-Таун, чтобы отдохнуть и набраться сил для грядущих приключений.
Эш приезжает с мамой в регион Алола по путёвке, которую выиграл Мистер Майм. На острове Мелемеле, он поступает в школу покемонов и начинает там учиться, директор этой школы Самсон Оук — кузен профессора Оука. Местный легендарный покемон, известный как Тапу Коко, дух-хранитель острова Мелемеле, дарит Эшу кольцо-Z с кристаллом-Z, веря, что с ними он станет ещё сильнее. Преподаватель школы покемонов, Профессор Кикей, выдал Эшу новый покедекс с Ротомом — Ротом Покедекс, который умеет разговаривать и самообучаться, при этом самообновляя свою информационную базу. В школе у Эша появляются новые друзья-одноклассники: Лили, Лана, Киаве, Маллоу, Софоклис. Есть на Алоле и злодеи в лице бандитской группировки, известной как «Команда Череп», с которыми Эш сразу же вступил в бой, когда увидел их несправедливое отношение к другим тренерам покемонов. Эшу приходится иметь дело и с Командой R, прибывшей в регион Алола, чтобы наловить как можно больше редких покемонов и установить контроль над регионом. Впоследствии, когда Ультра Чудовища начали появляться в Алоле, Эш и его одноклассники становятся Ультра Хранителями региона. Также у Эша появляются соперники в лице Гладиона, старшего брата Лили, и Хау, внука Халы, вождя острова Мелемеле. В ходе приключений в Алоле, Эш и его одноклассники узнают о грандиозном плане профессора Кикея организовать самую первую Лигу Покемонов региона Алола и сделать её частью великих традиций региона. После успешного прохождения всех испытаний на островах Алолы, Эш и его одноклассники, а также соперники, решают принять участие в Лиге Алолы, но тут появляется самый опасный злодей — Гузма, лидер «Команды Череп», намеренный принять участие в Лиге Покемонов, чтобы уничтожить её. Эш решает во что бы то ни стало победить Гузму в Лиге Алолы, чтобы не допустить этой трагедии и в полуфинале Лиги ему это удаётся. В финале Лиги, Эш сталкивается с Гладионом и победив его, становится самым первым чемпионом региона Алола. Затем Эш участвует в выставочном матче против профессора Кикея (который был известен как Королевская Маска) и объединившегося с ним в конце Тапу Коко и одерживает безоговорочную победу. После окончания Лиги, Эш решил продолжить своё путешествие по всему миру и первой его остановкой становится родной Паллет-Таун, чтобы он смог повидаться с мамой и своими друзьями-покемонами в лаборатории профессора Оука.
Эш прибывает в лабораторию профессора Сериса со своей мамой и профессором Оуком. По прибытии он встречает Ямпера, с которым он пытается подружиться, но вместо этого получает удар током. Затем Эш присутствует на церемонии открытия лаборатории, где узнаёт, что легендарный покемон Лугия был замечен в Вермилион-Сити, и решает сразиться с ним. Прибыв на место, он встречает местного мальчика по имени Го. Эш и Го летели верхом на Лугии, и смогли подружиться, узнав друг друга получше. Вернувшись в лабораторию, Эш и Го встречаются с Хлоей, подругой детства Го, а затем показывают профессору Серису информацию о Лугии, которую они собрали, и становятся сотрудниками лаборатории. В ходе второго визита в регион Галар, Эш и Пикачу открывают в себе силу Гигантамакса, что было замечено Леоном, нынешним «Монархом» Кубка Коронаций. Леон дарит Эшу Динамакс-браслет, и после дружеского матча между с ним у Эша появляется новая цель — принять участие в Кубке Коронаций и попасть в финал, где он сможет бросить вызов Леону. Вскоре Хлоя присоединяется к приключениям, поймав особую самку Иви, которая не может эволюционировать (предположительно не может определиться в кого). Чтобы найти решение этого вопроса, Хлоя и Иви встречаются с развитыми формами Иви, чьи приёмы напарница Хлои начинает копировать. По ходу продвижения по ранговой лестнице Кубка Коронаций Эш и его Лукарио обретают силу Мега Эволюции, получив от Коррины, лидера стадиона Шалур-Сити в Калосе, камень-ключ и найдя Лукарионит на Мега Острове. В конечном итоге Эш попадает в Восьмёрку Мастеров и принимает участие в Турнире Мастеров, где, победив Стивена Стоуна и Синтию, пробивается в финал и побеждает Леона, становясь новым Монархом. Между тем Го принимает участие в «проекте Мью», нацеленном найти мифического покемона Мью, с которым Го встречался в детстве и вознамерился поймать. И хотя Го не удалось поймать Мью, ему удалось подружиться с ним. Вскоре после всех этих событий Эш, Го и Хлоя воссоединяются, и после обсуждения дальнейших планов их пути расходятся: Эш продолжает свой путь Мастера Покемонов, Го продолжает ловить покемонов и тренироваться, чтобы стать тренером, достойным дружбы с Мью, а Хлоя становится новой сотрудницей лаборатории своего отца, продолжая собирать данные о покемонах.
Эш продолжает свое путешествие с Пикачу. По пути они воссоединяются с Мисти и Броком и решают снова отправиться с ними в путешествие. Через некоторое время Эш, Брок и Мисти возвращаются в свои родные города. Затем Эш решает снова отправиться в путешествие, чтобы встретить новых покемонов и подружиться с теми, кого он ещё не встречал, чтобы он мог достичь своей цели — стать Мастером Покемонов.

### Горизонты (2023 — н.в.)
Сезоны основаны на играх Pokémon Scarlet и Violet. В отличие от предыдущих сезонов, главным героем которых был Эш Кетчум, продолжение рассказывает историю Лико (яп. リコ Рико), девочки из региона Палдея, которую сопровождает Спригатито, один из стартовых покемонов региона, и которая носит таинственный кулон, и Роя (яп. ロイ Рой), мальчика из региона Канто, который обладает таинственным покеболом. Они встречают Фрида (яп. フリード Фури:до), профессора покемонов, чьим партнёром является Капитан Пикачу, и присоединяются к его отряду авантюристов «Восходящий Вольт» (яп. ライジングボルテッカーズ Райдзингу Борутэкка:дзу). За ними по пятам следует таинственная организация «Исследователей», чьей целью является кулон Лико, в котором находится легендарный покемон Терапагос.

## Манга
На основе скрипта к сериям аниме с 1997 по 1999 годы выпускалась манга «Покемон: Электрическая история о Пикачу». Написанные под редакцией Тосихиро Оно комиксы содержат некоторые отличия от сериала, вызванные необходимостью подстраиваться под заранее запланированное количество страниц.

## Полнометражные фильмы
Из-за успеха аниме были созданы полнометражные анимационные фильмы, расширяющие и дополняющие сюжет аниме-сериала, некоторые из которых даже были показаны в кинотеатрах. Вместе с полнометражными фильмами обычно показывают так называемые мини-фильмы — короткометражные фильмы про Пикачу и других покемонов.

## История создания
После успеха игр для портативной игровой системы Game Boy Pokémon Red и Green, разработанных студией Game Freak во главе с Сатоси Тадзири, было принято решение сделать аниме-экранизацию этих двух игр. Сериалом занимается студия Oriental Light & Magic при финансовой поддержке Nintendo, TV Tokyo и Shogakukan. Первая серия «Покемон! Я выбираю тебя!» была показана 1 апреля 1997 года. Впоследствии, когда стало ясно, что сериал будет идти дольше, чем планировалось, было решено брать за основу продолжения Red и Green.
Проект возглавил Кунихико Юяма. В разработке концепции сериала принимал участие лично Тадзири, главным сценаристом выступил Такэси Сюдо, а дизайном персонажей занималась художница Саюри Итиси. При создании аниме был немного изменён дизайн персонажей из игр, также было изменено имя главного героя: в играх по канону его звали Рэд, но сценаристы нарекли его Сатоси в честь создателя серии Сатоси Тадзири, а его главного соперника Грина назвали Сигэру в честь Сигэру Миямото. Описывая взаимоотношения Сатоси и Сигэру, Сатоси Тадзири сравнил их с взаимоотношениями Рэда и Грина, и пришёл к выводу, что если в играх Рэд и Грин — настоящие соперники, то в аниме Сигэру скорее старший друг Сатоси. Когда его спросили, превзойдёт ли когда-нибудь Сатоси Сигэру, Тадзири ответил, что никогда, но, несмотря на это, в сериале Сатоси его побеждает, после чего их соперничество прекращается. Изначально планировалось, что основным покемоном главного героя будет Пиппи (Клефейри в западном выпуске), как в манге Pokémon Pocket Monsters, но в итоге было принято решение сделать первым покемоном Сатоси Пикачу. Спутниками Сатоси было решено сделать специалистку по водяным покемонам Касуми и знатока каменных покемонов Такэси: в оригинальных играх Рэд их встречает, но они с ним не странствуют. Злодеями выступили члены преступной организации Команды R, также фигурировавшей в играх: девушка Мусаси, парень Кодзиро и сопровождающий их говорящий покемон Мяут, эти три злодея были придуманы специально для сериала. Режиссёр по анимации Масааки Иванэ вспоминает, что сериал изначально планировался на полтора года эфира, то есть первый сезон «Лига Индиго», однако из-за крайне высокой популярности его решили продлить.
В японской версии аниме Сатоси озвучивает сэйю Рика Мацумото. Как она сама сказала, ей легко озвучивать главных героев-мальчиков, так как в детстве у неё был весьма бойкий характер, и именно поэтому Сатоси входит в её амплуа. Сэйю Маюми Иидзука, озвучивавшая Касуми, утверждает, что она очень похожа на неё в плане характера, так как режиссёр попросил актрису «быть самой собой» во время озвучивания, и в результате она моментально вжилась в роль. Иидзука как-то раз упомянула в своём блоге, что Касуми может появиться в сериале «Покемон: Алмаз и Жемчуг», но этого не произошло.
Создатели убрали Такэси во втором сезоне сериала, так как сочли, что он не нравится западной публике из-за «расистского стереотипа», впрочем, впоследствии вернув его в третьем. Изначально также планировалось, что в GS-боле будет покемон Селеби, но потом было принято решение сделать про Селеби полнометражный фильм, а сюжетную линию с GS-болом впоследствии оборвали в надежде, что фанаты о нём попросту забудут.
В интервью Nintendo Online Magazine Кунихико Юяма объяснил, почему в начале каждого сериала Эш начинает с самого начала: «для всех тех, кто уже является нашим зрителем, новый сезон станет сюрпризом и неожиданным открытием, ну а для тех, кто не смотрел „Покемона“ — возможностью открыть для себя великолепный мир покемонов „с нуля“». После оригинального сериала Касуми почти не появлялась, позже замена главных героев стала происходить в каждом сериале. На вопрос «вернётся ли Касуми в аниме», один из создателей сериала, Масамицу Хидака, ответил, что, возможно, ещё вернётся, но больше никогда не будет на главных ролях (она вернулась в последнем сезоне сериала, где воссоединилась оригинальная троица героев). На вопрос, почему в сериале идёт замена именно женского главного персонажа, Хидака ответил, что причина в большем разнообразии женских персонажей.

### Американская локализация
Дублированием первых восьми сезонов аниме занималась студия 4Kids Entertainment, многие из изменений были сделаны по заявлению Nintendo. Незадолго до начала работы над американской адаптацией в эфир вышла серия «Электронный солдат Поригон», в одной из сцен которой очень быстро сменялись два контрастных цвета (красный и синий), в результате чего были госпитализированы более семисот японских детей. Хотя создателям сериала дали предписание впредь воздерживаться от подобного рода спецэффектов, многие родители с неодобрением и скепсисом отнеслись к инициативе выпустить в эфир «Покемон» в Соединённых Штатах. Президент 4Kids Entertainment Альфред Р. Канн заявил, что фирма воспринимает эту проблему всерьёз и возьмётся за её решение со всей ответственностью.
При переводе аниме на английский язык его подвергали определённой цензуре, в частности, были убраны шутки на сексуальную тему, в Японии считающиеся нормой, а также несколько сцен, по мнению цензоров, являющихся жестокими. В Америке не было показано несколько серий, не прошедших цензуру. Имена почти всех персонажей также были изменены: Сатоси стал Эшем, Касуми — Мисти, а Такэси — Броком. Мусаси и Кодзиро переименовали в Джесси и Джеймса соответственно — в честь знаменитого американского преступника Джесси Джеймса. Помимо этого, почти все японские надписи были перерисованы и заменены на англоязычные. 4Kids Entertainment старалась убирать отсылки к японской культуре из сериала, например, рисовые шарики онигири, популярную японскую закуску, в разных сериях называли эклерами или пончиками, а в сезоне «Покемон: Новое сражение» их стали перерисовывать на сэндвичи. Из-за трудностей с авторскими правами в американской версии аниме заменена фоновая музыка. Премьера аниме-сериала в Америке состоялась осенью 1998 года. Начиная с девятого сезона «Покемон: Боевой Рубеж» дубляжем сериала занимается Pokémon USA, Inc.

### Вырезанные серии

#### Dennou Senshi Porygon
38-я эпизод «Покемона» получила особенную известность из-за того, что 685 японских детей в возрасте от 3 лет и старше были госпитализированы после её просмотра с симптомами, напоминающими эпилептический припадок. Это происшествие получило в японской прессе название «Шок от покемонов» (яп. ポケモンショック Покэмон сёкку). 16 декабря 1997 года в 18:30 по японскому стандартному времени была показана эпизод «Электронный воин Поригон» (яп. でんのうせんしポリゴン дэнно: сэнси поригон), которую транслировали более 37 телестанций по всей стране. В то время "аниме имело самый высокий рейтинг среди всех остальных программ в своём таймслоте: его смотрели приблизительно в 26,93 миллионах домов.
По сюжету серии главные герои оказываются внутри компьютера, где им предстоит уничтожить опасный вирус. Приблизительно на восемнадцатой минуте Пикачу применяет одну из своих молниевых атак, анимация которой в этой серии представляла собой большой взрыв с яркими, быстро мигающими красно-синими вспышками. Подобного рода мигание встречалось и во многих других анимационных мультфильмах, однако на этот раз оно отличалось особенной интенсивностью и яркостью; вспышки мерцали с частотой примерно 12 Гц и в продолжение 4 секунд занимали 60 % экрана телевизора, а потом в течение 2 секунд весь экран целиком.
После показа серии в японские больницы было доставлено около семисот детей. Впоследствии выяснилось, что у 5—10 % всех зрителей проявились лёгкие симптомы недомогания, которые, однако, не потребовали госпитализации. О проблемах сообщили более 12 000 детей, однако исследователи скептически отнеслись к их показаниям и склонились к мнению, что столь большое число пострадавших объяснялось уже не непосредственным влиянием эпизода, а массовой истерией вокруг неё. В качестве доказательства приводился тот факт, что симптомы, проявившиеся у заболевших зрителей, более характерны именно для истерии, нежели для эпилептического припадка, и при этом в день показа число пострадавших устойчиво держалось на отметке 685 человек, но уже на следующее утро из-за повтора эпизода в новостях количество заболевших возросло на порядок. Кроме того, многие из госпитализированных детей в дальнейшем притворились больными, чтобы не ходить в школу.
Показ «Покемона» был возобновлён 16 апреля 1998 года, ровно через 4 месяца после инцидента. Как заявил представитель TV Tokyo Хироси Урамото, за это время канал получил четыре тысячи звонков от зрителей, 70 % из которых просили как можно скорее вернуть сериал в эфир. Некоторые сцены в открывающей заставке «Покемона» были перемонтированы, изменено время вещания, а перед началом показа зрителям был продемонстрирован «Отчёт об исследовании проблемы аниме „Покемон“» (яп. アニメ ポケットモンスター問題検証報告 анимэ покэтто монсута: мондай кэнсё: хо:коку) с рекомендациями по просмотру телепередач.
Хотя 38-я серия «Покемона» более не демонстрировалась ни в одной стране, она, тем не менее, вызвала огромный резонанс в мировой прессе.

#### Другие вырезанные серии
- Серия 18 «Красавица и пляж» — в этой серии был показан пляжный конкурс красоты, где у одного из главных персонажей, Джеймса из команды R, была надета искусственная грудь. Позже для американского проката эти кадры были вырезаны, и серия была показана по телевидению, но в России серия всё равно не попала в эфир[59].
- Серия 35 «Легенда о Дратини» — серия не была показана в Америке, так как в ней присутствуют кадры со стрельбой из огнестрельного оружия. Поскольку в России транслировалась американская версия аниме, данная серия также не была показана[59].
- Серия 252 «Ледяная пещера» — не демонстрировалась в Америке из-за наличия покемона Джинкс, так как она могла вызвать негативную реакцию у афроамериканского населения. Афроамериканская писательница Кэрол Бостон Везерфорд сочла, что Джинкс является пародией на афроамериканское население, и с тех пор Джинкс больше не появлялась в аниме, а в играх её кожу поменяли с чёрного на фиолетовый цвет[59].
- Серия 377 «Битва на трясущемся острове! Барбоч против Вискэша!!» — не демонстрировалась даже в Японии, поскольку в этом эпизоде показаны землетрясения и цунами, а за день до его выхода на экраны в стране на самом деле случились катаклизмы. По этим причинам серия была вырезана и не была отослана в другие страны[59].
- Серии 397, 516 и 588 — не были выпущены в Америке, так как в них показываются исключительно прошлые события с минимальным количеством новой анимации.
- Серии 682, 683 «Команда R против Команды Плазма: Часть 1» и «Часть 2» — также не демонстрировались даже в Японии, поскольку в этих сериях были также показаны глобальные разрушения, а за неделю до выхода серий случилось мощное землетрясение и авария на АЭС Фукусима-1.
- Серия 826 «Подводный Замок! Кудзумо и Драмидоро!!» — также не демонстрировалась даже в Японии, поскольку в этой серии было показано кораблекрушение, а за несколько дней до выхода серии произошло крушение парома Sewol. Тем не менее, эту серию всё же выпустили в эфир через некоторое время[64].
- Серия 1004 «Сатоси и Нагетукесару! Тачдаун дружбы!» — не демонстрировалась в Америке из-за эпизода с обмазанным чёрной краской лицом Эша. В США это воспринимается как расовый стереотип.

### Трансляция в России

Русскоязычный логотип мультсериала

Фактически решение о закупке сериала было принято в начале 2000 года, но зрители увидели его только в декабре. Для перевода на русский язык была выбрана американская версия сериала. Киевская студия «Пилот», выполнившая озвучивание первых двух сезонов сериала на русском языке, решила не менять во второй раз имена покемонов, так как сохранение американских названий облегчало освоение карточных игр, которые продавались без перевода на русский. Премьера русского дубляжа аниме «Покемон» состоялась на телеканале ОРТ (ныне Первый канал).

В день телевизионной премьеры дирекция общественных связей ОРТ пригласила журналистов и ребят из московских детских домов в кинотеатр «Ролан» на презентацию сериала. Дети хлопали и смеялись, а потом приняли участие в викторине, организованной ОРТ. На презентации сам глава Дирекции детских программ ОРТ Сергей Супонев лично уверил зрителей в безобидности «Покемона»: 

«То, что мы хотим его показать, может быть, это можно назвать неким поступком. Шуму вокруг этого сериала было много по всему миру. На самом деле довольно безобидная вещь. Милая история, как мальчик спасает зверушек, учит их воевать за добро и справедливость. И есть плохие ребята, которые отправляют за большие деньги в зоопарк, — всё, что в этом фильме скандального».

Супонев также высказал мнение, что повальной покемономании в России после показа сериала не будет. С 18 декабря 2000 года по 25 января 2001 года сериал «Покемон» демонстрировался ОРТ. 5 февраля 2001 года показ сериала был возобновлён и закончен 6 августа 2001 года. Всего было показано 104 серии. Кроме того, 14 января 2001 года был показан документальный репортаж «Охота на покемона», где журналисты пытались выяснить секрет успеха сериала. Показ первых двух сезонов привёл к всплеску интереса к аниме в России. На DVD и видеокассетах компанией «Мост-видео» были официально изданы первый, второй и третий полнометражные фильмы, а компанией «West Video» — четвёртый, шестой и седьмой, по телеканалу Jetix был показан одиннадцатый, а на DVD тринадцатого фильма, изданном в Польше, была обнаружена русскоязычная звуковая дорожка.
20 сентября 2008 года на телеканале ТНТ стартовал и был целиком показан десятый сезон аниме под названием «Покемон: Алмаз и Жемчуг». Начиная с 8 декабря 2008 года на телеканале Jetix также был целиком показан десятый сезон аниме. Со 2 марта 2009 года по 10 августа 2010 года на нём же прошла демонстрация одиннадцатого сезона под названием «Покемон: Боевое измерение». 3 февраля 2012 года на телеканале ТНТ началась демонстрация двенадцатого сезона «Покемон: Галактические битвы», а с 20 апреля 2012 года после показа 12 сезона на ТНТ началась демонстрация одиннадцатого сезона «Покемон: Боевое измерение». 6 ноября 2012 года был начат показ на канале ТНТ аниме «Покемон: Белое и Чёрное». Дубляж был сделан студией SDI Media в сотрудничестве со студией «АРК-тв», а 11 января 2013 года запущен 13 сезон «Покемон: Победители Лиги Синно». С ноября 2012 года на канале Gulli идёт показ 10-14 сезонов. В декабре 2013 года в России было запущено приложение для iOS и Android Pokémon TV, позволяющее бесплатно смотреть сериал онлайн.
12 марта 2014 года телеканал 2x2 подписал контракт с The Pokémon Company на пятилетний срок. 1 мая 2014 года начался показ сериала, начиная с 14-го, «Белое и Чёрное». Лев Макаров, генеральный директор телеканала, высказал свой комментарий:

«Мы рады возвращению сериала „Покемон“ на российский рынок, так как это хорошо узнаваемый бренд в нашей стране. Эфир запланирован на то время, когда взрослые и дети находятся дома, и у них будет больше поводов проводить время вместе. Мы надеемся, что благодаря сериалу „Покемон“ 2x2 объединит родителей и их детей».

После показа всего сериала «Чёрное и Белое», 20 сентября 2014 года началась премьера «Покемон XY», перед выходом первого набора Pokémon Trading Card Game: XY на русском языке. Кроме того, 2x2 закупил права на 5 полнометражных фильмов: с 13-го по 17-й.
В честь 20-летия франшизы 14 февраля 2016 года был показан 8-й фильм.
Русская озвучка 21-23 (до 28 серии) сезонов аниме и полнометражных фильмов выходила на платформе Pokémon TV. С 29 серии 23 сезона по 12 серию 24-го сериал выходил на российском Netflix. C февраля 2023 года, после ухода Netflix, сериал в России не транслируется. SDI Media озвучили 25 сезонов. 24 и 25 сезон с русской озвучкой доступны на Netflix в других странах СНГ и не только.

### Специальные выпуски
Помимо сериала, полнометражных фильмов и короткометражных фильмов, иногда выходят так называемые специальные выпуски. Обычно специальные выпуски являются ответвлением от основного сюжета и повествуют не об Эше. На данный момент вышло 36 специальных выпусков разной длины. В американской локализации аниме присутствуют так называемые «Хроники покемонов», куда входят специальные выпуски, показанные значительно позже их премьеры в Японии.

## Музыка
Значительная часть музыки в аниме-сериале взята из серии игр, где её сочинял Дзюнъити Масуда, а аранжировкой треков занимался композитор Синдзи Миядзаки, кроме того, многие музыкальные темы Миядзаки написал самостоятельно специально для аниме. Масуда утверждает, что на музыку в играх «Покемон» очень сильно повлияла музыка из таких фильмов, как «Мост через реку Квай», «Бен-Гур», кроме того, влияние оказала группа Yellow Magic Orchestra, исполняющая электронную музыку, а также классическая музыка наподобие Шопена. Особое внимание уделялось разнообразию музыки, чтобы, по словам Масуды, она не приедалась. Миядзаки, описывая создание аранжировок треков из игр, рассказал, что самое сложное — это сохранить тембр оригинала, так как у синтезатора, используемого в играх, и настоящего оркестра тембр разный, в особенности это касается музыки, играющей во время битв в игре, и именно поэтому Миядзаки немного снижает их темп. В другом интервью Масуда говорил, что черпает вдохновение из других источников, в частности, из работ Игоря Стравинского и Дмитрия Шостаковича.
К аниме-сериалу вышло большое количество альбомов. Некоторые вышли только в Японии, некоторые — в Америке. Ниже перечислены все альбомы саундтреков к аниме-сериалу.
| Список японских музыкальных альбомов | Список японских музыкальных альбомов                    | Список японских музыкальных альбомов | Список японских музыкальных альбомов | Список японских музыкальных альбомов                                                                         | Список японских музыкальных альбомов |
| №                                    | Название                                                | Дата выпуска                         | Треков                               | Описание |                                      |
| ------------------------------------ | ------------------------------------------------------- | ------------------------------------ | ------------------------------------ | --- | ------------------------------------ |
| 1                                    | Aim to Be a Pokémon Master                              | 28 июня 1997 года                    | 5                                    | Саундтрек к первому сезону аниме.                                                                            |                                      |
| 2                                    | Pocket Monsters Sound Anime Collection                  | 10 июня 1998 года                    | 42                                   | Саундтрек к первому сезону аниме.                                                                            |                                      |
| 3                                    | Pokémon Song Best Collection                            | 1 января 1999 года                   | 13                                   | Сборник ранее выпущенных песен.                                                                              |                                      |
| 4                                    | The Rivals                                              | 14 марта 1999 года                   | 5                                    | Саундтрек ко второму сезону аниме.                                                                           |                                      |
| 5                                    | Pokémon Song Best Collection 2                          | 28 марта 2001 года                   | 16                                   | Сборник ранее выпущенных песен.                                                                              |                                      |
| 6                                    | Ready Go!                                               | 29 марта 2002 года                   | 7                                    | Саундтрек к пятому сезону аниме.                                                                             |                                      |
| 7                                    | Advanced Adventure                                      | 29 января 2003 года                  | 10                                   | Саундтрек к шестому сезону аниме.                                                                            |                                      |
| 8                                    | Pokémon Movie Anime Theme Song Collection               | 28 ноября 2003 года                  | 30                                   | Сборник песен, выпущенных с 1997 по 2003 год.                                                                |                                      |
| 9                                    | Challenger!!                                            | 28 апреля 2004 года                  | 7                                    | Саундтрек к седьмому сезону аниме.                                                                           |                                      |
| 10                                   | Pokémon Symphonic Medley / GLORY DAY ~That Shining Day~ | 2 февраля 2005 года                  | 6                                    | Саундтрек к восьмому сезону аниме.                                                                           |                                      |
| 11                                   | Full of Energy!! Pokémon Song Collection                | 23 марта 2005 года                   | 31                                   | Сборник треков из игр и невыпущенных треков из аниме.                                                        |                                      |
| 12                                   | Battle Frontier                                         | 16 июля 2005 года                    | 5                                    | Саундтрек к девятому сезону аниме.                                                                           |                                      |
| 13                                   | Pokémon TV Anime Theme Song Collection 2                | 26 апреля 2006 года                  | 13                                   | Сборник песен, выпущенных с 2004 по 2006 год.                                                                |                                      |
| 14                                   | Spurt! / I Won’t Lose! ~Haruka’s Theme~                 | 28 июня 2006 года                    | 5                                    | Саундтрек к девятому сезону аниме.                                                                           |                                      |
| 15                                   | Together / By Your Side ~Hikari’s Theme~                | 29 ноября 2006 года                  | 8                                    | Саундтрек к десятому сезону аниме.                                                                           |                                      |
| 16                                   | Together 2007                                           | 18 июля 2007 года                    | 5                                    | Саундтрек к десятому сезону аниме и к десятому фильму.                                                       |                                      |
| 17                                   | Message of the Wind                                     | 28 мая 2008 года                     | 5                                    | Саундтрек к одиннадцатому сезону аниме.                                                                      |                                      |
| 18                                   | High Touch! / Surely Tomorrow                           | 26 ноября 2008 года                  | 8                                    | Саундтрек к двенадцатому сезону аниме.                                                                       |                                      |
| 19                                   | High Touch! 2009                                        | 15 июля 2009 года                    | 8                                    | Саундтрек к двенадцатому сезону аниме и к двенадцатому фильму.                                               |                                      |
| 20                                   | High Touch! 2009                                        | 16 декабря 2009 года                 | 6                                    | Саундтрек к двенадцатому сезону аниме.                                                                       |                                      |
| 21                                   | The Greatest — Everyday!                                | 24 февраля 2010 года                 | 5                                    | Саундтрек к тринадцатому сезону аниме.                                                                       |                                      |
| 22                                   | Pocket Monsters Original Soundtrack Best Vol.1          | 8 сентября 2010 года                 | 88                                   | Саундтрек ко всему аниме-сериалу до 2011 года (первая часть). Включает в себя также невыпущенные в альбомах. |                                      |
| 23                                   | Best Wishes! / Fanfare of the Heart                     | 24 ноября 2010 года                  | 8                                    | Саундтрек к четырнадцатому сезону аниме.                                                                     |                                      |
| 24                                   | Pocket Monsters Original Soundtrack Best Vol.2          | 23 февраля 2011 года                 | 123                                  | Саундтрек ко всему аниме-сериалу до 2011 года (вторая часть). Включает в себя также невыпущенные в альбомах. |                                      |
| 25                                   | Pokémon Song Best                                       | 16 июля 2011 года                    | 13                                   | Сборник ранее вышедших песен.                                                                                |                                      |
| 26                                   | Pokémon Song Best                                       | 18 июля 2012 года                    | 5                                    | Саундтрек к пятнадцатому сезону аниме.                                                                       |                                      |

| Список американских музыкальных альбомов | Список американских музыкальных альбомов | Список американских музыкальных альбомов | Список американских музыкальных альбомов | Список американских музыкальных альбомов    | Список американских музыкальных альбомов |
| №                                        | Название                                 | Дата выпуска                             | Треков                                   | Описание                                    |                                          |
| ---------------------------------------- | ---------------------------------------- | ---------------------------------------- | ---------------------------------------- | ------------------------------------------- | ---------------------------------------- |
| 1                                        | Pokémon 2.B.A. Master                    | 29 июня 1999 года                        | 13                                       | Сборник песен к первому сезону аниме.       |                                          |
| 2                                        | Totally Pokémon                          | 23 января 2001 года                      | 19                                       | Сборник песен к третьему сезону аниме.      |                                          |
| 3                                        | Pokémon X                                | 27 марта 2007 года                       | 18                                       | Сборник песен к аниме-сериалу до 2007 года. |                                          |

## Восприятие и популярность

### Популярность
Аниме-сериал транслируется в 74 разных странах и имеет крайне высокие рейтинги по всему миру. Кассовые сборы первого полнометражного фильма «Мьюту против Мью» составили 163 644 662 доллара США, что сделало его самым кассовым аниме-фильмом за всю историю кинематографа, помимо этого, по количеству сборов на момент 20 мая 2012 года он является третьим фильмом, основанным на компьютерной игре, шестьдесят пятым среди анимационных фильмов и шестьсот вторым фильмом по количеству сборов вообще. По всему миру огромным спросом пользуются сопутствующие товары. Тадзири в интервью отметил, что в Японии больше покупают вещи с Пикачу, а в США — вещи с Эшем и Пикачу одновременно. Создатель «Покемона» сделал вывод, что в Америке лучше понимают его идею, поскольку человек не менее важен, чем покемон.

### Отзывы
Аниме-сериал получил весьма неоднозначные отзывы, так, например, на сайте Anime News Network на момент 23 июля 2012 года средняя пользовательская оценка составляет 5,417 баллов из десяти возможных. На сайте Akemi’s Anime World сериалу дали оценку в 3,5 звезды из пяти возможных, при этом рецензент назвал аниме «хорошей детской передачей и весьма неплохим аниме-сериалом для фанатов аниме, остающихся детьми в душе». Рецензент сайта GroundReport Кэн Трэн счёл, что «хотя сериал может казаться тупым и повторяющимся», он всё же «является хорошим детским сериалом». На сайте Minitokyo обозреватель решил, что у некоторых покемонов характеры даже глубже, чем у людей, кроме того, он негативно высказался о многочисленных сюжетных дырах, частично вызванных неправильным переводом с японского на английский, заметив, что основного сюжета нет как такового, тем не менее, поставив сериалу семибалльную оценку, высоко оценив художественный стиль и музыкальное сопровождение. На сайте Animetric.com журналистка Ровена Лим Лей заметила, что за счёт комичных моментов «Покемон» смотреть не скучно, кроме того, по её мнению, в некоторых сериях присутствуют моменты, сильно берущие за душу. Беттани Маккартни с сайта Helium.com, несмотря на то, что ей в детстве нравился этот сериал, негативно высказалась о слишком большой его продолжительности, а также о том, что главный герой Эш за всё это время нисколько не повзрослел. IGN раскрититиковал Эша за то, что он не взрослеет и не меняется на протяжении всего сериала, кроме того, до сих пор неизвестно, кто его отец.
Наталья Феодосова из журнала «Огонёк» писала, что «и в покемонах, оказывается, можно найти что-то разумное, доброе, вечное… Даже если язык у них инопланетный — эмоции понятны на всех языках. Не знаю, как вам, а мне важнее формы содержание. Ну а тем, кому так уж важна форма, стоит попробовать присмотреться к Пикачу повнимательнее». Ашот Ахвердян, автор статьи в «Домашнем компьютере», счёл, что «более безобидное и правильное в педагогическом плане зрелище для детей и придумать-то сложно», и похвалил серию за отсутствие смерти и насилия. Борис Иванов, один из самых известных популяризаторов японской анимации в России, в своей статье также заметил, что за всю историю аниме-сериала не погибло ни одно живое существо, и назвал все обвинения в его адрес безосновательными. Различные обозреватели, в частности PETA, утверждали, что «Покемон» учит детей бережному отношению к природе и заботе о животных.
В странах Лиги арабских государств «Покемон» был запрещён, так как мусульманские учёные-богословы решили, что он пропагандирует азартные игры, запрещённые исламом. Кроме того, в карточной игре и аниме цензорами были замечены гексаграммы (звёзды Давида). И если в Японии звезду Давида воспринимают не более, чем красивый магический символ, то для арабов это символ международного сионизма. Запрет введён и на использование изображений, например, в детской одежде и игрушках. Постеры запрещено не только приносить в школу — за сам факт обладания могли немедленно исключить и даже высечь плетьми. Пресс-секретарь Nintendo заявил, что разработчики никогда не пытались придать серии религиозный характер. В других странах к «Покемону» также появилось плохое отношение: в Мексике католическая церковь назвала его «демоническим». Также, сериал нередко обвинялся в пропаганде материализма.
Высший совет Турции по радио и телевидению в 2000 году запретил демонстрацию «Покемона» в стране. Такое решение было принято по рекомендации министерства здравоохранения, которое пришло к выводу, что эта лента опасна для здоровья детей. В докладе специалистов этого ведомства необходимость запрета мотивируется тем, что «Покемон» «пропагандирует насилие, развивает „ложный героизм“, уводит от реальной жизни и вызывает психические отклонения у детей». Минздрав при этом сослался на то, что два подростка в Турции, подражая героям сериала, выпрыгнули из окон, чтобы «полетать», в результате чего получили увечья. Борис Иванов, комментируя ситуацию, сообщил, что так как у большей части летающих покемонов есть крылья, с таким же успехом можно было подражать бабочкам и птицам. Спустя два года запрет был снят.
После завершения трансляции по ОРТ «Покемон» стал преподноситься в российской прессе как пример плохого зарубежного мультсериала, часто ему противопоставляли анимацию времён Советской России. Иногда в СМИ появлялась информация о том, что «Покемон» зомбирует детей.

### Значение в индустрии и массовой культуре
Сериал, будучи сверхпопулярным, оставил глубокий след в массовой культуре, в особенности много отсылок стало появляться к инциденту с 38-й серией. Так, в одной из серий «Симпсонов» под названием «Тридцать минут над Токио» (англ. Thirty Minutes over Tokyo) семья Симпсонов отправляется в Японию, где смотрит мультфильм «Конвульсивные боевые роботы» (англ. Battling Seizure Robots) и начинает биться в судорогах, увидев сверкающие глаза робота. В серии «Чинпокомон» мультсериала «Южный парк» коварные японцы с помощью видеоигр и сопутствующих товаров зомбируют американских детей, планируя подорвать могущество США и осуществить атаку на Пёрл-Харбор; у одного из персонажей, Кенни Маккормика, после попытки сыграть в видеоигру начинаются судороги, и в конце концов он умирает. В мультфильме «Мультреалити» имеется азиатский монстр Линг-Линг, являющийся пародией на Пикачу: его цель — «сражаться и ввергать детей в эпилептические припадки».
Отмечается конкуренция «Покемона» с другой серией игр и аниме, «Дигимон». Рецензент IGN Хуан Кастро назвал «Дигимон» «другим -моном» и отметил, что хотя «Дигимон» и не так популярен, как «Покемон», тем не менее, у него есть множество преданных поклонников. Другой журналист IGN, Лукас М. Томас, сравнивая «Покемон» и «Дигимон», назвал одной из причин большей популярности «Покемона» более простой и менее запутанный процесс эволюции монстров, нежели в «Дигимоне». Сайт GameZone также отмечал сходство концепций этих двух серий. Между фанатами «Покемона» и «Дигимона» достаточно часто идут споры, какая серия появилась раньше, хотя на самом деле первым появился «Покемон»: первые игры в серии Pokémon Red и Green вышли 27 февраля 1996 года, «Дигимон» же появился в 1997 году.
Афроамериканский политик Херман Кейн на одном из своих выступлений процитировал заглавную песню из фильма «Покемон 2000». В романе Виктора Пелевина «Числа» Пикачу — альтер эго главного героя бизнесмена Стёпы, а Мяуту отведена роль альтер эго его любовницы. Американский писатель-фантаст Джим Батчер утверждает, что аниме-сериал «Покемон» стал источником вдохновения для его серии романов «Кодекс Алеры». По мотивам аниме-сериала фанаты сняли короткий фильм Pokémon Apokélypse, быстро ставший известным в Интернете. Аниме-сериал два раза пародировался в сатирическом мультсериале «Робоцып».